# 센다촌 (니가타현)
센다촌(仙田村)은 니가타현 나카우오누마군에 있던 촌이다. 

## 역사
- 1922년 11월 1일 - 나카우오누마군 센주마치촌, 나카노촌이 합병해 센다촌이 성립하였다.
- 1956년 9월 1일 - 센주정, 다치바나촌, 우에노촌과 합병해 가와니시정이 되어 소멸하였다.

## 참고문헌
- 『市町村名変遷辞典』東京堂出版、1990年。